# Кортелью, Джордж Брюс
Джордж Брюс Кортелью (англ. George Bruce Cortelyou, 26 июля 1862 — 23 октября 1940) — американский политик, 1-й министр торговли и труда США, 44-й министр финансов США.

## Биография
Джордж Кортелью родился в Нью-Йорке. В 1882 году окончил колледж Уэстфилд со степенью бакалавра искусств. Позже изучал право в Джорджтаунском университете и университете Джорджа Вашингтона. После окончания института работал учителем.
В 1891 году Кортелью поступил на работу в службу инспекции Почтовой службы США. В 1892 году Джордж был назначен секретарём 4-го заместителя Генерального почтмейстера США в Вашингтоне.
В 1900 году Кортелью стал личным секретарём президента Уильяма Мак-Кинли. В его обязанности входило ответственность за протокол, связь с общественностью, пресс-релизы и составление ленты важных новостей для президента. 18 февраля 1903 года президент Рузвельт назначил Кортелью министром торговли и труда США. Этот пост он занимал до 30 июня 1904 года. Между 1904 и 1907 годами Джордж был председателем Национального комитета Республиканской партии.